# Tidvis våd eng
Når enge er våde i korte perioder (oftest om foråret), udvikles der en bestemt naturtype, som er domineret af græsarten Blåtop. Typen forudsætter, at kvælstof- og fosforindholdet er ringe, hvad man lettest finder på steder med ekstensiv drift (græsning) eller slåning). Især på kalkfattig bund bliver Blåtop og forskellige Siv-arter dominerende, mens plantesamfundet er væsentligt mere varieret på kalkrig bund.
Tidvis våd eng er en betegnelse for en naturtype i Natura 2000-netværket, med nummeret 6410.

## Plantevækst
De typiske plantearter er:
- Bakkenellike (Dianthus deltoides)
- Blåtop (Molinia caerulea)
- Knopsiv (Juncus conglomeratus)
- Liggende potentil (Potentilla anglica)
- Rank potentil (Potentilla recta)
- Rank viol (Viola persicifolia)
- Slangeurt (Bistorta officinalis)